# یوهان یوآکیم بکر
یوهان یوآکیم بکر (آلمانی: Johann Joachim Becher؛ زاده ۶ مه ۱۶۳۵ درگذشته ۱ اکتبر ۱۶۸۲) یک شیمی‌دان در زمینه شیمی و کیمیا اهل آلمان بود.